# 소련 국방부

소련 국방부 장관기

소비에트 사회주의 공화국 연방 국방부(러시아어: Министерство обороны СССР)는 소련의 정부 부처였다. 최초의 소비에트 사회주의 공화국 연방 국방부 장관은 1953년부터 니콜라이 불가닌이었다. 국방부의 해산은 1992년 3월 16일이다. 1992년 3월 20일 독립국가연합(CIS) 연합군 사령부 설립에 대한 합의가 체결되었지만, 소비에트 사회주의 공화국 연방 해체 이후 국가들이 빠르게 별도의 국가 군대를 구축함에 따라 아이디어는 폐기되었다.

## 조직
연합사(聯合司) 역할인 소비에트 사회주의 공화국 연방 국방부는 기술적으로 소련 각료평의회와 러시아 최고 소비에트 및 소련 공산당 중앙위원회에 종속되었다. 그러나 1989년에는 대부분의 다른 부처보다 규모가 컸기 때문에 그 활동에 대한 정당 감독 및 국가 참여를 위한 특별한 조치를 취하게 되었다. 국방부는 참모, 소련군의 주요 정치국, 5개 바르샤바 조약 기구국, 주요 및 중앙국으로 구성되었다.

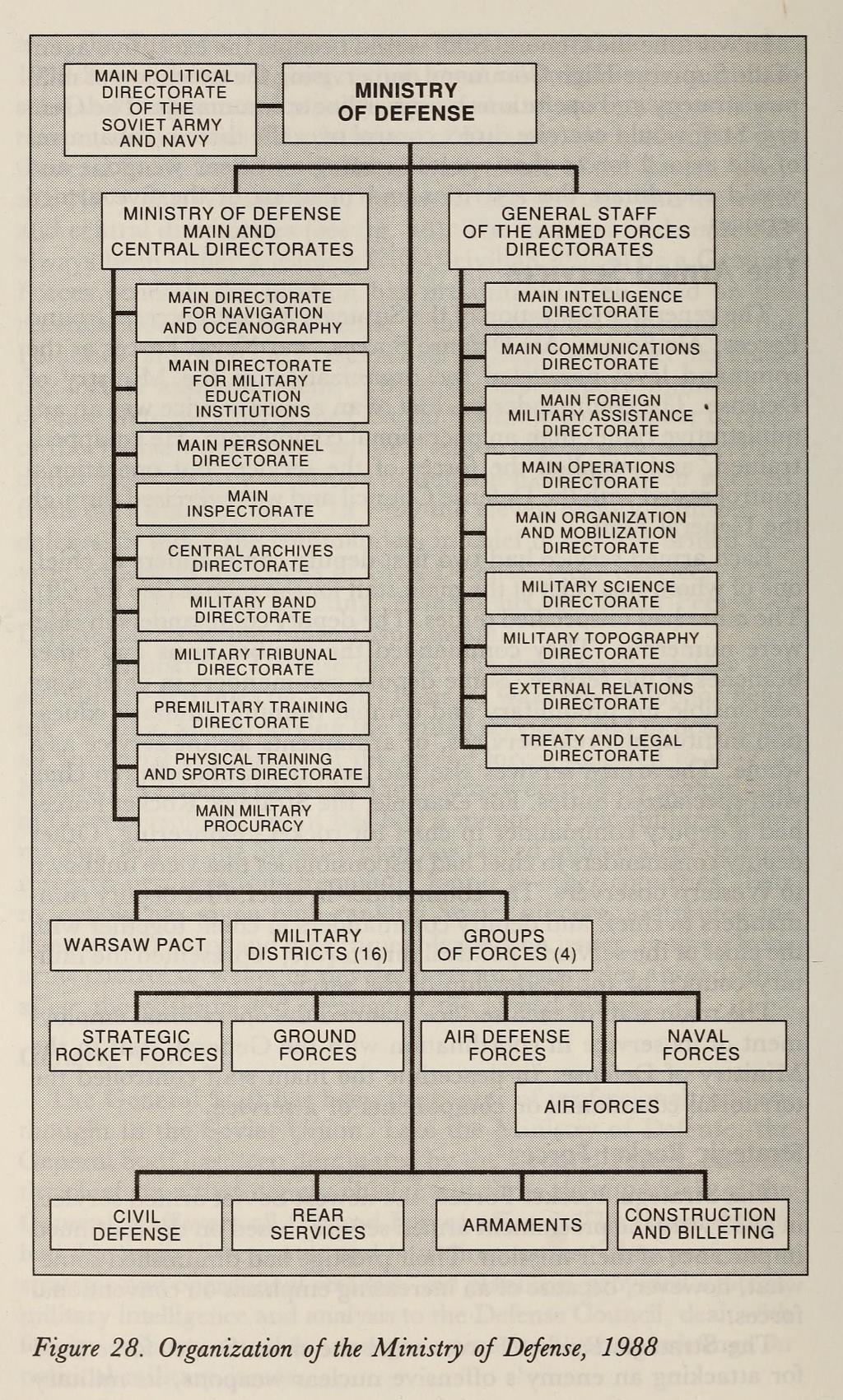
1988년의 소련 국방부 조직도

국방부 장관은 항상 최고의 소련 공산당 중앙위원회 소속 민간인 출신 공무원이거나 소련 육군 장군이 임명되었다.. 이 직위는 소비에트 사회주의 공화국 연방 최고 소비에트 간부회가 공식 발표를 했음에도 불구하고 소련 공산당 중앙위원회 정치국의 승인을 받아 국방위원회의 권고로 채워 졌다. 
첫 번째 소비에트 사회주의 공화국 연방 국방부 부장관 3명은 소비에트 사회주의 공화국 연방군 총참모장, 바르샤바 조약기구군 총사령관, 불특정 임무를 맡은 또 다른 고위 장교였다. 최초의 소비에트 사회주의 공화국 연방 국방부 부장관도 소련 육군에서 선출되었다. 1989년에 11명의 소비에트 사회주의 공화국 연방 국방부 부장관에는 민방위, 후방 서비스, 건설 및 병력 빌레 팅, 군비, 주인 사국 및 주 검사관과 함께 5개 야전 지휘관이 포함되었다.

## 같이 보기
- 소련의 국방상
- 방위 산업부 (소련)